# 아키노미야촌
아키노미야(秋ノ宮)는 아키타현 유자와시 주소지인 오이자이다. 우편번호 019-0321. 본 항에서는 동 지역에 일찍이 존재했던 오가치군 아키노미야촌(秋宮村)에 대해서도 기재한다. 일본 총리인 스가 요시히데의 고향지이기도 하다. 촌은 1889년 4월 1일에 3촌이 합병해 성립하였다.

## 지리
유자와시 남부에 위치하고 있으며 야쿠나이 강 유역에 해당한다. 108번 국도가 남북으로 종관하고 아키타 현도·야마가타 현도 73번 오가치 가나야마 선·아키타 현도 310번 아키노미야 고야스 온천선이 분기한다.